# 高橋がなり
高橋 がなり（たかはし がなり、本名：高橋 雅也、1958年12月15日 ‐ ）は、日本の実業家、AV監督。佐川急便のセールスドライバーを経てIVSテレビ制作のADとして勤務後に起業家に転身。
株式会社ソフト・オン・デマンド（SOD）の創業者で元代表取締役、国立ファーム有限会社の代表取締役。

## 来歴・人物

### 学校卒業後
大学受験に二度失敗。「スーパーの店員ぐらいならなれるだろう」と、ダイエーに電話するも、「今年の募集は終わっています」と断られてしまう。この時から、高橋は自分を負け犬だと自覚する。
貿易関係の専門学校を経て、負け犬である自分を戒めるため、「迷った時は厳しい道を進むべき」という信念のもと、当時、一番過酷な仕事と言われていた佐川急便にセールスドライバーとして就職。その後、テレビ番組制作会社・IVSテレビ制作へ転職。
IVSの先輩ディレクターであり、現在はテレビタレントとしても活躍するテリー伊藤とは師弟関係にある。「天才・たけしの元気が出るテレビ!!」ではADを務めていた。当時、師匠だったテリーから殴られたり蹴られたりされながら、耐えて仕事をしていた。当時の給料は日給4,000円だった。しかし、毎日サービス残業を余儀なくされ、時給に換算すると200円程にしかならなかったという。それでも高橋は「『逆に、テリー伊藤に高い勉強料を払って貴重な体験をさせてくれて、それでも4,000円貰える』と、自分に言い聞かせていたから耐えられた」と語る。

### IVS退社後
テリー伊藤らから投資を受け、「ゴルフショップ」「Tシャツショップ」など事業を起こすが失敗し、結果的に多額の借金を負う。
それでも周りは高橋を見捨てず、「この金でもう一度やってみろ」と多額の金を渡していた。中目黒の中華料理店での雇われ店長職を経て、3度目の挑戦となった1995年12月、SOD（ソフト・オン・デマンド株式会社）を設立。ビデオチェーン・日本ビデオ販売が独占販売するテリー伊藤企画のオリジナルビデオを製作・プロデュースしていくことになる。当初はやっと料理の世界に慣れてきたのに、また映像の世界に引き戻された困惑状態だったが、のちのインタビューでは中華料理店でシェフをコントロールしてきた力が、監督を配置し制作者を配置していく経験が役立ち、適役だったのかもしれないと振り返っている。

### SOD設立後
自らが番組を制作しても制作会社という立場上、著作権はテレビ局のものになってしまう放送業界の仕組みから、自分で著作権を持つ作品を作り、「いいもの作れば大儲けで、失敗をすれば大損する」という単純な商売をしたいと思い、テリー伊藤の指示に従って、アダルトビデオ業界へ参入した（テリーがオーナーとなってアダルトビデオ会社を設立した）。
それからは、成功の軌道に乗り、年商をどんどん上げ、快進撃を続けた。このエピソードから、高橋は「失敗しても、諦めず何度も挑戦すれば、絶対に成功できる」と、書籍などのメディアで語っている。
不祥事も2件あった。1件目は、16歳の少女をAV女優として出演させ、そのまま販売してしまったこと。チンピラの男性から脅しの電話がかかってきたことで発覚。高橋はすぐに警察に自首した。2件目は、貸し切りのスケート場で
1999年4月に「全裸フィギュアスケート」の撮影時AV女優の性器が外から見える状態でロケを行ってしまったこと。この件を巡り、高橋は警視庁から会社および女優・制作関係者らとともに公然わいせつ罪で書類送検されたことで、罰金30万円の略式命令を受けた。全裸でのフィギュアスケートの撮影について記事にした雑誌社が、日本スケート連盟にコメントを求めたことから、同連盟が警視庁に告発したとされる。
その時高橋は、「留置場も見てみたい」と生活用具を入れたバッグを見せてアピールしたものの、受け入れられなかった。この不祥事により、高橋は多くの社員が退職してしまうという逆境に立たされた。そこで、これを機に、法に触れそうなビデオは全て廃盤にし、そのようなロケも一切禁止。また、AV女優の年齢チェックを厳格化するなど、マネジメントを強化した。高橋は後日、「警察のご指導のおかげで、今の快進撃があります」とコメントしていた。
愛弟子の一人に、SODの取締役社長を務めた菅原千恵がいる。
前述のように、アダルトビデオ業界を選んだのは、映像ビジネスの世界でまずメーカーとして独立し、自分が権利を持つ作品で制作と販売の両方を出来るという分野がアダルトビデオ業界しかなかったからである。このため自らは「本当はアダルトビデオは好きじゃない」と発言している。この経歴からAV業界で蔑まれる作品を作らないといけないと感じたと述べており、これは「空中ファック」や「マジックミラー号」など突飛かつそこに大まじめに取り組むSODおよびSODクリエイトの社風となって引き継がれた。アダルトビデオで成功を収めると、一般向けのアニメ作品や映画の自社製作を手掛けたが、全く売れなかった。
2003年の「マネーの虎」（日本テレビ）内で、「もうすぐ会社を辞めて、小さなことをやりたいと思っている」と話し、その後、2005年には自身のブログにて「農業を始めたい」と告白。SODの代表取締役を辞任し、以降メディアから姿を消した。
2004年12月に公開された「あゝ!一軒家プロレス」を製作した理由は、「民放テレビ局にSODのロゴが入ったテレビCMを打ちたかったから。最終的に4億円以上も映画に費やしてしまった」とコメントしている。
自ら販売した作品で、マクドナルドの店員が勤務中に出演する物が存在する。これはマクドナルド側に許可なく撮影を行ったものである。
「女格闘家VSレイプ魔」という作品では、顔を殴られたとして不服を申し立てた女優に対し契約に応じないとプロではないと諭す。女優はその後マネージャーとやりとりをし、妥協策としてぶっかけされるシーンのみを行った。また、この作品のシリーズではAV女優が脱臼により入院している。なおタモリ倶楽部にてSODを訪れた際、浅草キッドがタモリにAV史上に残る名作と語っている（同作をタモリは知らなかった）。
スーパーフリー事件のすぐ後にスーフリ再現AVを販売し、その数ヵ月後に早稲田大学でゼミを行う。その際に学生からの質問会があったが、スーフリについてはふれていない。

### 国立ファーム設立
2006年4月に青葉株式会社、『国立ファーム』設立準備室をスタート。
2007年3月に「既存の参加作品にはメッセージ性が無い」ことを理由に、SODと東京スポーツが主催する『AV OPEN～あなたが決める!セルアダルトビデオ日本一決定戦～』に「国立ファーム」として参加することを発表。SOD退社後約2年ぶりにアダルトビデオの世界に復帰することになった。最終的に6位という結果に終わった。
2007年4月、国立ファームを有限会社化。雑誌農業経営者2007年5月号からコラム「アグリの猫」の連載を開始した。
将来は国立ファームとソフト・オン・デマンドなどと合同で持株会社を作ることを目標としている。
多くの農業協同組合が環太平洋戦略的経済連携協定（TPP）参加に反対する中、高橋は大賛成だという。

### まえむき人生相談開設
2018年12月に還暦を迎え、突然「何もしたくない」と言い出し、これからは人様の役に立つことをして余生を過ごすのだと『まえむき人生相談』を開設した。
高橋がなり、南原竜樹といった経営者に加え、AV監督、クラブのママなど、男女年齢問わずあらゆる業界や職業から「人生の先輩」を集め、「先輩」と呼んで先輩への相談を受け付けている。
気軽に人生相談する（される）文化を創っていきたいと考えているという。
同名のYoutubeチャンネルも同時に開設し、人生相談の様子を一部公開している。
2022年現在は私財を投じて、神奈川県鎌倉市稲村ガ崎に海の見える全面ガラス張りの2棟からなる民泊施設「サードハウス」を建築。
2023年末時点では農家と肌が合わなかったことを理由に国立ファームから事実上の離脱（創業者としては名前を残し、関わる）。『農家の台所』新宿店、立川店は従業員に譲渡した。

## 略歴
- 1980年（昭和55年） - ビジネス系専門学校卒業、佐川急便に入社しセールスドライバーとなる。
- 1981年（昭和56年） - 佐川急便横浜南営業所（現在廃止）を退職。
- 1982年（昭和57年） - IVSテレビ制作に入社。テリー伊藤に師事し、ADとして激務をこなす。
- 1989年（平成元年） - IVSテレビ制作を退社。その後「ゴルフショップ」「Tシャツショップ」など事業を起こすが失敗し多額の借金を背負う。
- 1994年（平成6年） - テリー伊藤からの借金を返すため、アダルトビデオ業界と接触する。
- 1995年（平成7年） - テリー伊藤がオーナー（大株主）となってソフト・オン・デマンド設立。
- 2001年（平成13年） - マネーの虎出演。
- 2005年（平成17年） - ソフト・オン・デマンド代表取締役を辞任。
- 2006年（平成18年） - 青葉株式会社設立し、国立ファーム設立準備室を開設 代表取締役就任。
- 2007年（平成19年） - 国立ファーム有限会社設立。代表取締役就任。
- 2013年（平成25年） - ソフト・オン・デマンド社主として再び現場にて陣頭指揮。

## 出演番組
- マネーの虎
- 中川家ん!
- たかじんONEMAN
- PEOPLE (ラジオ番組)

## 書籍

### 著書
- がなり説法（インフォバーン、2002年。ISBN 978-4901873024）
- てっぺん 人生、もっと熱くなれ!（共著：つんく、ビジネス社、2003年。ISBN 978-4828410715）
- がなり流!（青春出版社、2004年。ISBN 978-4413034944）
- 高橋がなり 強く生きる言葉（メディアファクトリー、2005年。ISBN 978-4840112192）
- がなり説法（ソフト・オン・デマンド辞任記念再編版）（インフォバーン、2005年。ISBN 978-4901873451）
- 社長の遺言（インフォバーン、2005年。ISBN 978-4901873499）

### インタビュー
- 人生はAV監督に聞け!（著：唐沢明、成甲書房、2002年。ISBN 978-4880861418）